# Hexacorallia
Gli Esacoralli (Hexacorallia Haeckel, 1896) sono una sottoclasse degli Antozoi che raggruppa forme molto varie, coloniali o solitarie, provviste di tentacoli cavi, ricchi di cnidoblasti. Ne fanno parte approssimativamente 3500 specie di anemoni di mare, coralli costruttori (chiamati madrepore o sclerattinie), anemoni copritrici e coralli neri spinosi.

## Descrizione
La simmetria degli esacoralli è esamerica, con setti presenti in multipli di sei. I setti, completi o incompleti, sono disposti in paia. Solo gli ordini degli Antipatharia (coralli neri) e i Ceriantharia (anemoni tubiformi) possiedono setti singoli. 
Un giovane polipo possiede, in genere, sei paia di setti e dodici tentacoli, uno per ogni spazio intersettale. Crescendo, può comparire un nuovo anello con altri sei setti appaiati ed i rispettivi 12 tentacoli.
Possono essere privi o provvisti di scheletro, che se presente è calcareo o chitinoide, e si sviluppa alla superficie dell'ectoderma.

## Tassonomia
La sottoclasse Hexacorallia comprende i seguenti ordini:
- Actiniaria
- Antipatharia
- Corallimorpharia
- Scleractinia
- Zoantharia

La diversità fra i polipi degli esacoralli è più variabile che negli octocoralli rende più complessa una sistemazione sistematica della sottoclasse. La sottoclasse Ceriantipatharia è stata creata per ospitare gli ordini Antipatharia e Ceriantharia, basandosi sulla similitudine dei loro stadi larvari e polipoidi, ben diversi dagli altri ordini di esacoralli. Ma quest'interpretazione è contestata da diversi studi: l'ordine Ceriantharia sarebbe piuttosto un ordine parallelo ad un clade costituita da Actiniaria, Antipatharia, Corallimorpharia, Scleractinia e Zoanthidea.

### Alcune specie

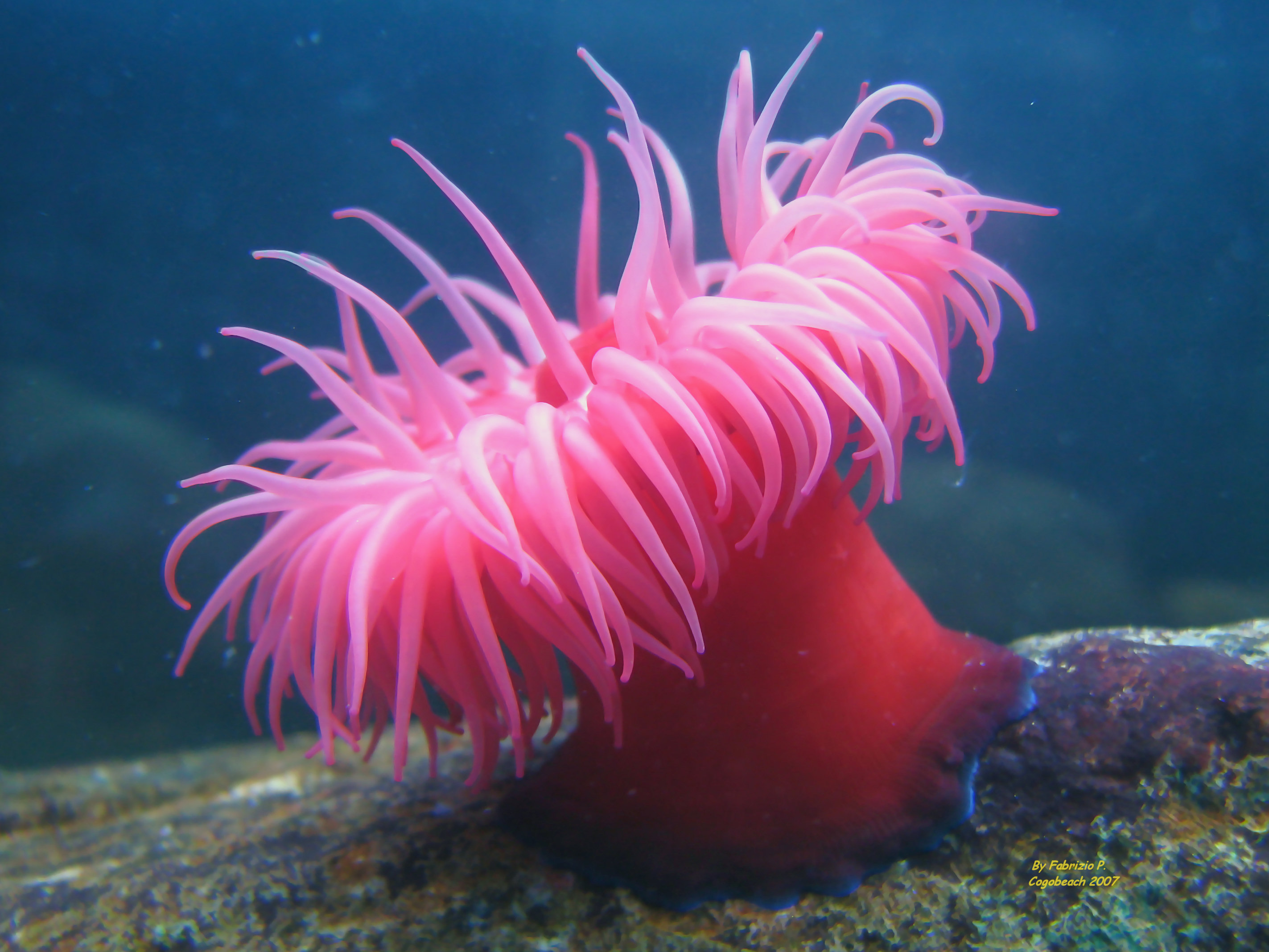
Actinia equina (Actiniaria, Actiniidae)
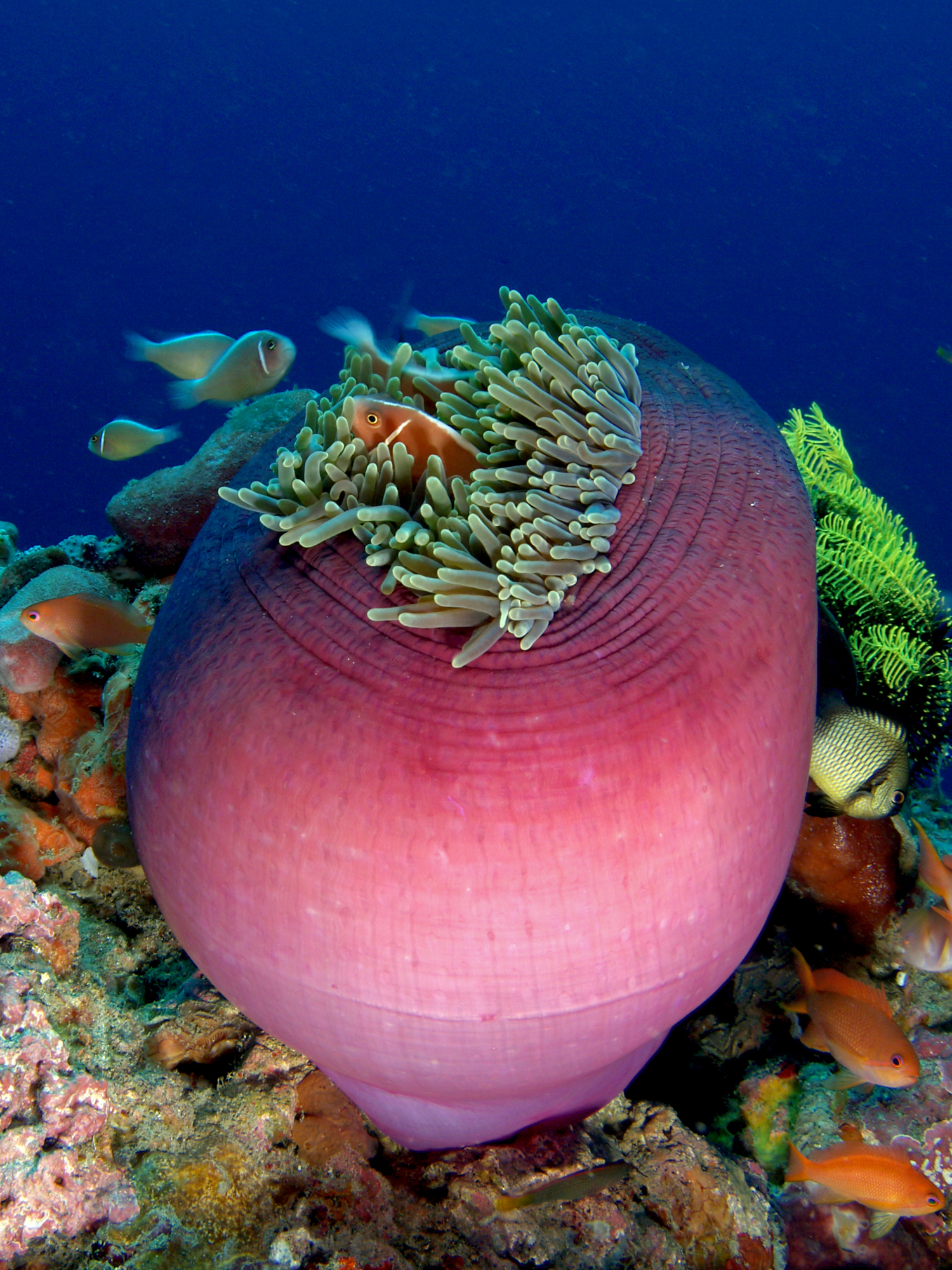
Heteractis magnifica (Actiniaria, Stichodactylidae)
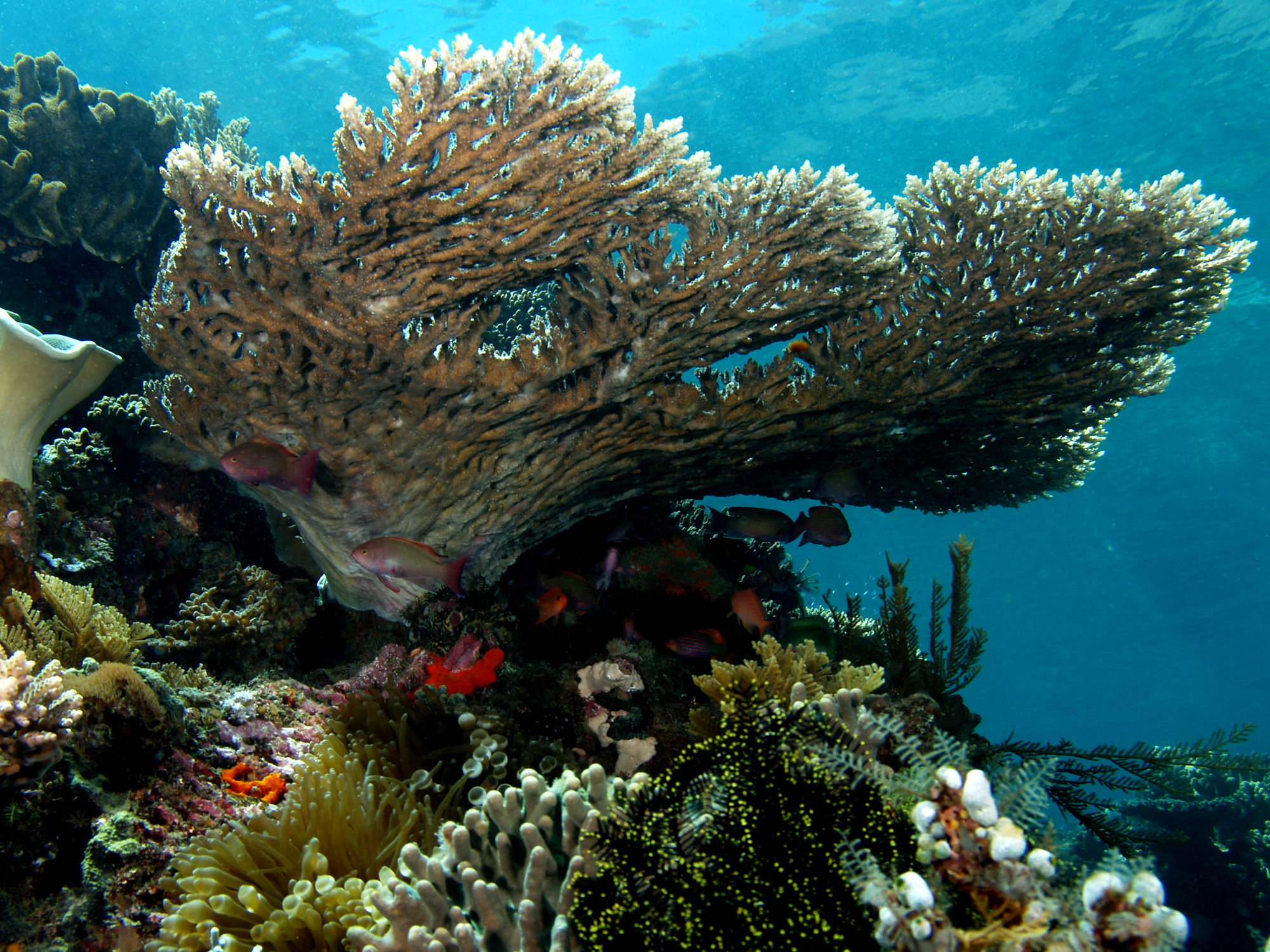
Acropora latistella (Scleractinia, Acroporidae)
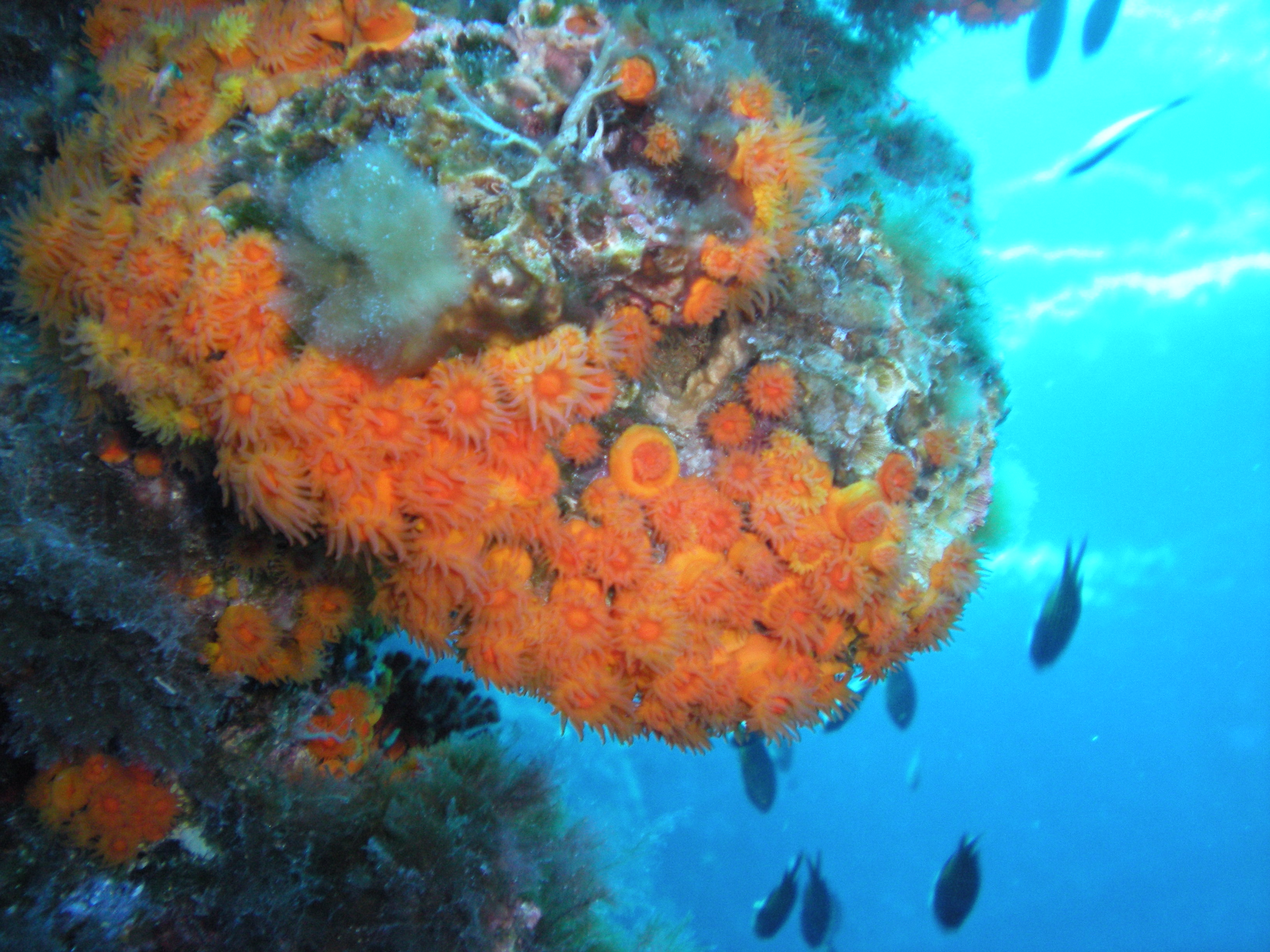
Astroides calycularis (Scleractinia, Dendrophylliidae)
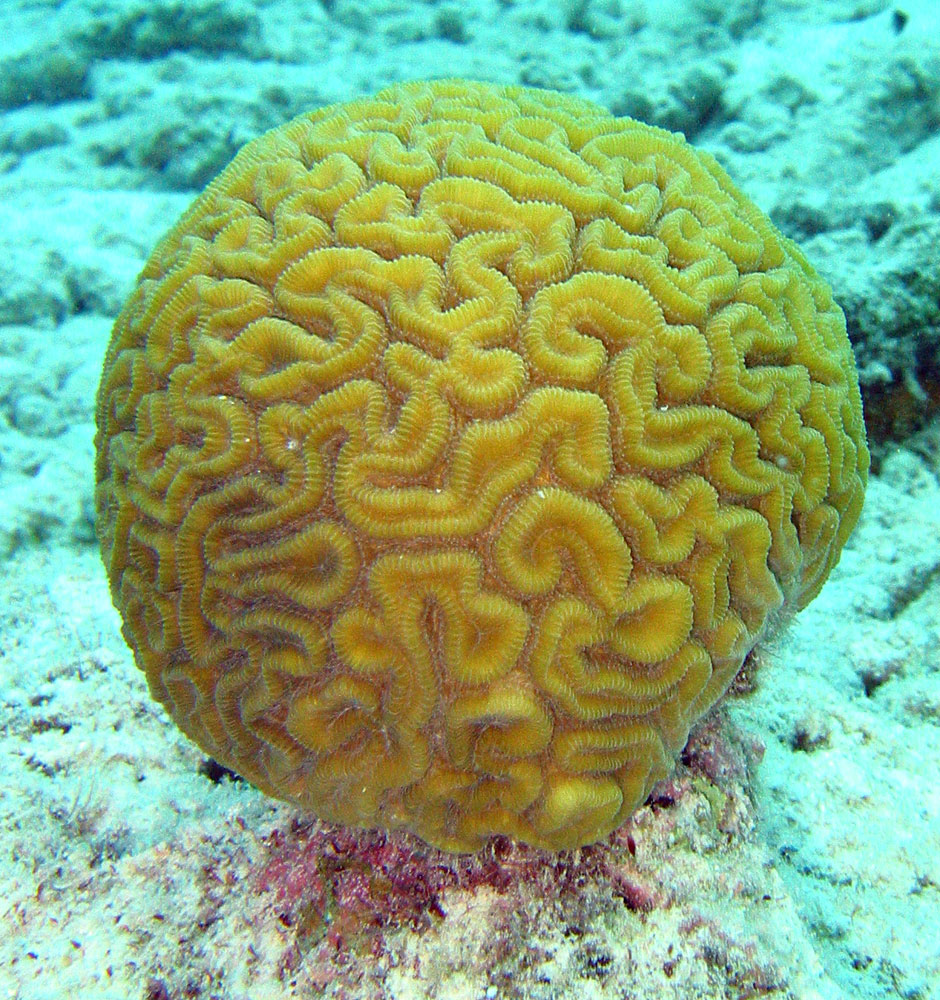
Diploria labyrinthiformis (Scleractinia, Faviidae)
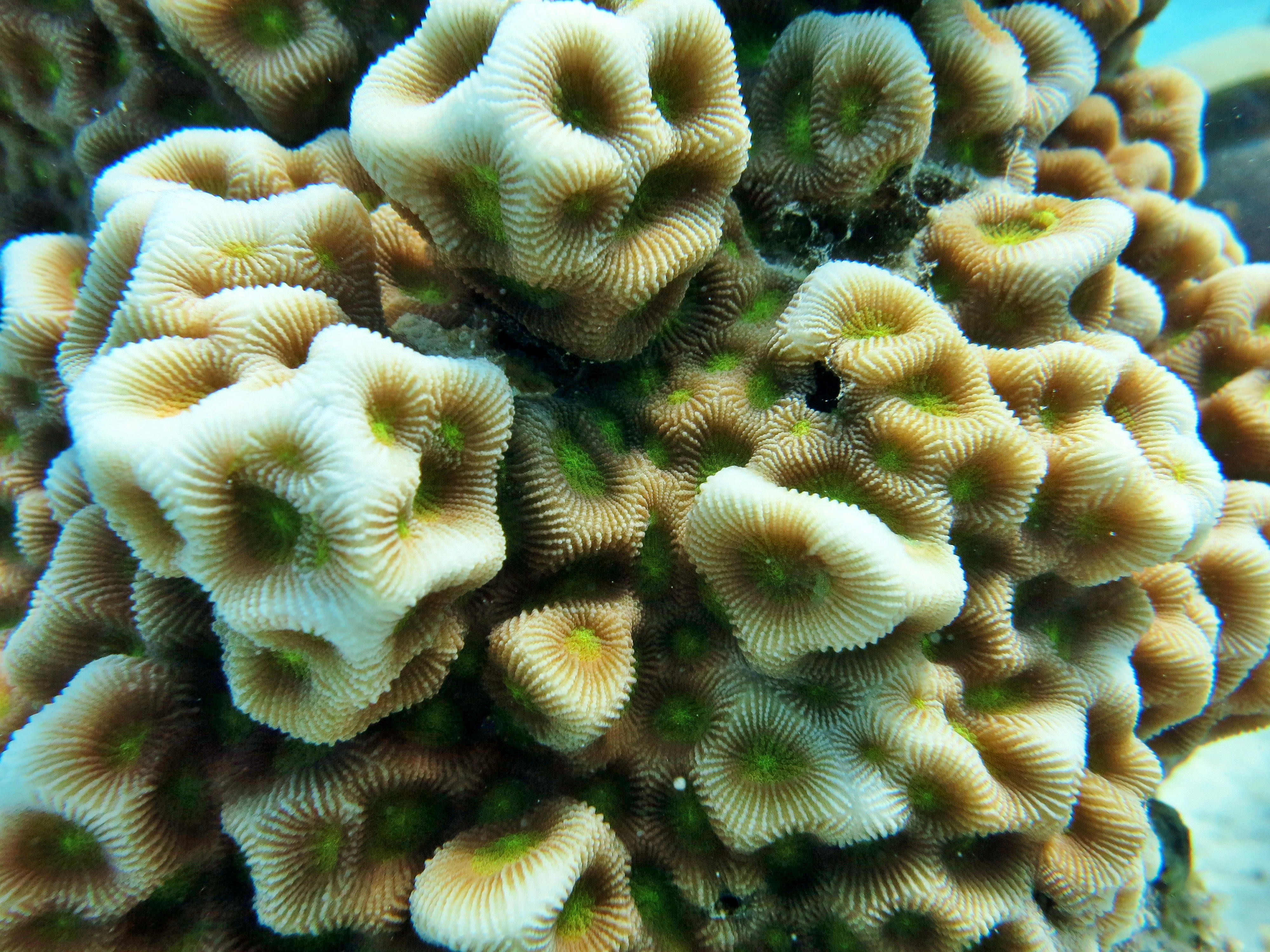
Favites halicora (Scleractinia, Merulinidae)
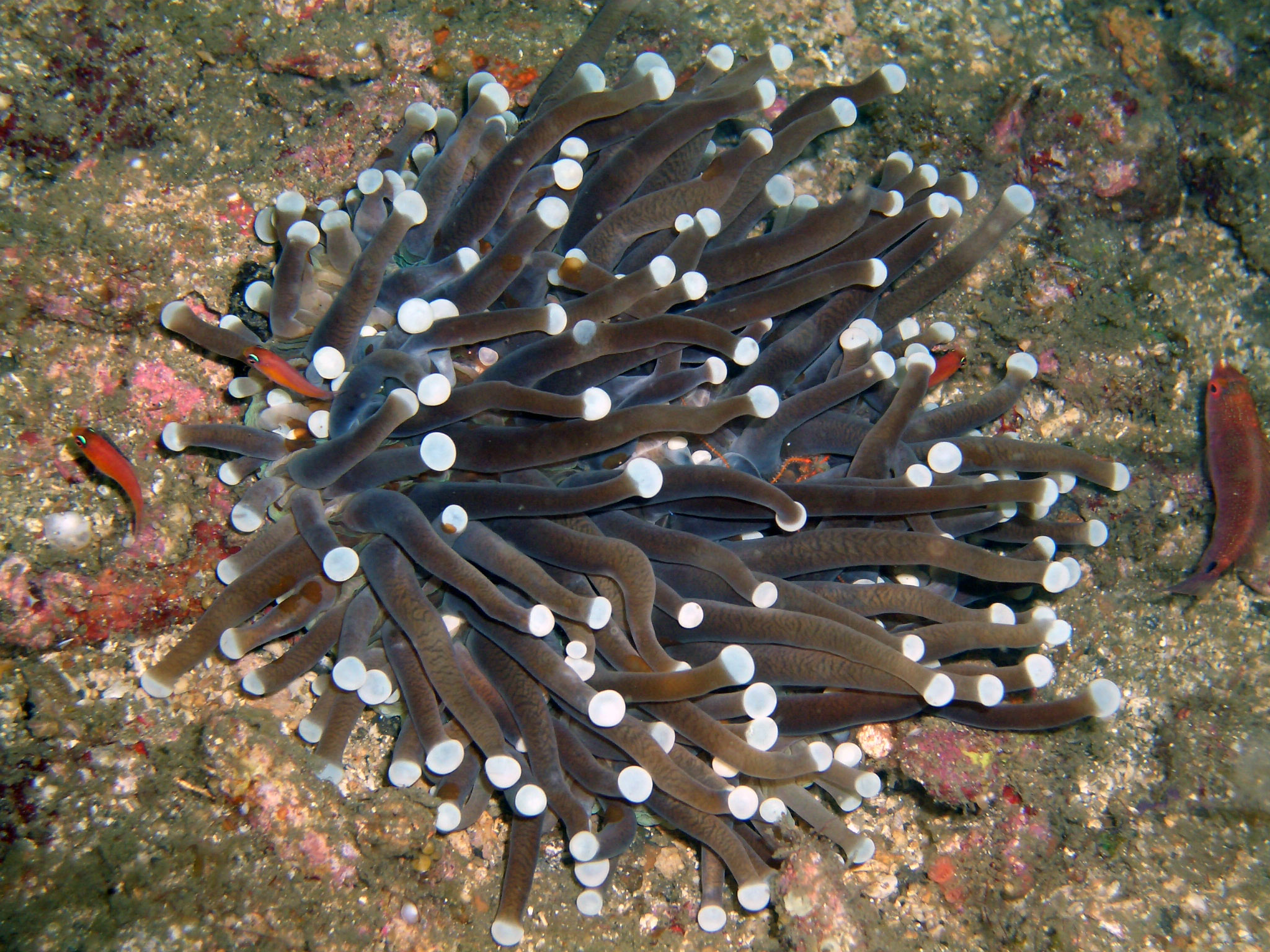
Heliofungia actiniformis (Scleractinia, Fungiidae)
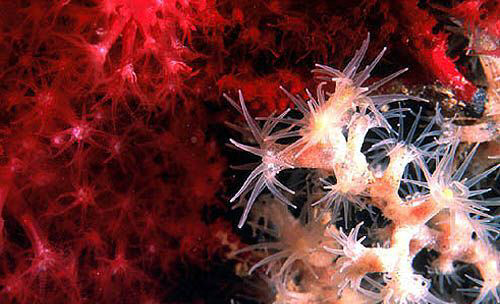
Savalia savaglia (Zoantharia, Parazoanthidae)